# Anna Zbořilová
Anna Zbořilová (16. února 1907 Přelouč – 20. června 1942 Praha) byla česká knihovnice, hudební publicistka a vědecká pracovnice.

## Život
Narodila se 16. února 1907 v Přelouči. Byla dcerou Aloise Zbořila (nar. 1877) a Marie rozené Novákové (nar. 1886?). Po studiu na gymnáziu Elišky Krásnohorské v Praze, kde maturovala v červnu 1926, studovala hudební vědu na Filozofické fakultě Univerzity Karlovy (u profesora Zdeňka Nejedlého a doc. J. Huttera). Současně studovala zpěv na Státní konzervatoři. Napsala dizertační práci Pražské pěvecké školy 19. století. V dubnu 1932 byla promována na doktorku filozofie.
V lednu 1933 nastoupila do Veřejné a universitní knihovny (dnešní Národní knihovny ČR). Zároveň absolvovala knihovnické kurzy při Filozofické fakultě Univerzity Karlovy, vedené prof. Zdeňkem Tobolkou. Pracovala v hudebním oddělení Universitní knihovny. Byla členkou Československé společnosti knihovědné. Významně se podílela na tvorbě hesel v Československém hudebním slovníku osob a institucí.
V červnu 1942 byla zatčena a 20. června odsouzena k smrti zastřelením na popravní střelnici v Praze-Kobylisích. Zemřela ve věku 35 let.
Její vědecká a rukopisná práce se nedochovala, neboť ji zničilo gestapo. Její jméno připomíná pamětní deska v Klementinu na zdi vedle vchodu do Národní knihovny ČR.